# Chiesa di San Rocco (Catanzaro)
La chiesa di San Rocco è un luogo di culto cattolico della città di Catanzaro.

## Storia
Secondo alcuni storici dell'epoca, la chiesa di Tutti i Santi fu ristrutturata o ricostruita dopo la costruzione, nel 1565 con il finanziamento di Guglielmina De Cumis, del convento di monache domenicane intitolato a santa Caterina da Siena con l’annessa chiesa dedicata a san Rocco.
La fondazione della chiesa è legata ad una leggenda che vuole san Rocco apparire ad un moribondo di peste, Pignero Cimino, al quale consegna un unguento in grado di guarire l'epidemia che in quegli anni si abbatteva su Catanzaro. In cambio del miracolo, il santo volle che si costruisca un luogo di culto sul colle San Trifone, nello stesso luogo in cui, anni prima, i catanzaresi promisero di erigere un tempio a lui dedicato. Da allora, il colle San Trifone è conosciuto come colle San Rocco.
Insieme alla chiesa fu scolpita una statua di marmo, divenuta nel tempo un oggetto di devozione popolare.

## Descrizione
Alcuni lavori di restauro che hanno interessato la chiesa e l'intero quartiere tra gli anni '50 e '60 hanno completamente stravolto il prospetto esterno dell'edificio, cancellando le sue forme originali. Tali forme sono state parzialmente recuperate nel portale d'ingresso, nell'edicola al di sopra di esso, contenente un affresco di San Rocco e il cane, e nell'edicola di lato, raffigurante santa Lucia.
L'interno della chiesa è composto da un'unica navata, tre cappelle per lato e quattro paraste decorate con capitelli in stile corinzio, realizzati in stucco, in versione rococò. Ogni parasta sorregge una trabeazione in rilievo, che seguono tutto il perimetro della navata.
Gli archi delle cappelle sono costruiti in chiave e decorati con stucchi tardo barocchi di fine XVIII secolo attribuiti a Pietro Joele di Fiumefreddo.
Il soffitto a botte è decorato da affreschi e decorazioni a trompe-l'œil del 1967.
Nel Coro della chiesa è posizionato l'altare maggiore in marmo policromo del 1898, sormontato da un fastigio del XVIII secolo, nella cui struttura architravata è presente una nicchia centrale chiusa tra due lesene composite con al centro un timpano, decorato da due vasi con fiori in stucco e un dipinto del Sacro Cuore di Gesù. Nella nicchia è posta la statua di san Rocco, attribuita a Giovanni Domenico D'Auria.
Le due cappelle laterali al coro sono dedicate a santa Lucia e al Cuore Immacolato di Maria.
Tra le opere d'arte presenti all'interno si ricordano il dipinto di Maria Addolorata e della Madonna del Carmine, create tra il XVII e il XVIII secolo e il Volto Santo di Nostro Signore Gesù Cristo, del pittore Guido Parentela, realizzato nel 1936.